# Tz'Aquiviljok
Tz'Aquiviljok es una localidad del estado mexicano de Chiapas. Es parte del municipio de Tenejapa.

## Demografía
| Gráfica de evolución demográfica |
|                                  |

| Censo | Población |
| ----- | --------- |
| 1930  | 66        |
| 1940  | 130       |
| 1950  | 294       |
| 1960  | 634       |
| 1970  | 657       |
| 1980  | 1 079     |
| 1990  | 1 555     |
| 2000  | 1 539     |
| 2010  | 2 176     |
| 2020  | 2 891     |